# Silodosina
La silodosina (nella fase sperimentale conosciuta anche con la sigla KMD-3213) è una molecola che viene utilizzata per il trattamento sintomatico dell'iperplasia prostatica benigna. Rientra nella classe degli α-litici. In Italia il farmaco è venduto nella forma di capsule rigide di gelatina dalla società farmaceutica Recordati con il nome commerciale di Urorec e dalla società farmaceutica Takeda Italia con il nome commerciale di Silodyx.

## Storia
La silodosina è stata approvata per la commercializzazione in Giappone nel maggio 2006 con il nome commerciale di Urief, dalle compagnie farmaceutiche Kissei Pharmaceutical e Daiichi Sankyo Pharmaceutical.
Nell'ottobre 2008, Watson Pharmaceuticals che ne aveva comprato i diritti, ricevette l'approvazione della Food and Drug Administration per la commercializzazione negli USA. Negli Stati Uniti la silodosina è venduta con il nome commerciale di Rapaflo, in Europa con quello di Silodyx e Urorec, e in India con quello di Rapilif.

## Farmacodinamica
La silodosina è un antagonista adrenergico selettivo per gli α1A-adrenorecettori localizzati in particolare nella prostata, nel fondo e nel collo della vescica urinaria, nella capsula e nell'uretra prostatica. Il blocco recettoriale determina rilassamento della muscolatura liscia delle stazioni indicate e comporta un miglioramento del flusso urinario e una riduzione della sintomatologia propria dell'ipertrofia prostatica benigna.
La selettività del farmaco fa sì che silodosina causi raramente ipotensione ortostatica, diversamente da quanto avviene con altri farmaci α1 antagonisti. D'altro canto la sua alta selettività sembra poter causare con maggior frequenza problemi di eiaculazione retrograda.

## Farmacocinetica
Dopo somministrazione per via orale la silodosina viene ben assorbita dal tratto gastrointestinale. La biodisponibilità assoluta è pari a circa il 32%. L'assunzione contemporanea con cibo riduce la concentrazione plasmatica massima (Cmax) e aumenta la Tmax. Il legame con le proteine plasmatiche è pari al 97%. Nell'organismo la silodosina viene metabolizzata principalmente tramite glucuronazione (UGT2B7 mediata, UDP-Glucuronosiltransferasi-2B7) e per opera del citocromo P450 isoforma 3A4 (CYP 3A4). La silodosina non sembra avere attività di inibizione o induzione del citocromo P450.
Il farmaco viene escreto principalmente sotto forma di diversi metaboliti, per il 30% circa nelle urine e per il 55% nelle feci.

## Usi clinici
La silodosina è indicata nel trattamento dei sintomi urinari in soggetti affetti da iperplasia prostatica benigna: difficoltà a dare inizio alla minzione, sensazione di incompleto svuotamento della vescica, necessità frequente di urinare particolarmente di notte (nicturia).

## Effetti collaterali e indesiderati
Nel corso del trattamento con silodosina si possono verificare: eiaculazione retrograda e aneiaculazione, disfunzione erettile, capogiro, ipotensione ortostatica, diarrea, nausea e secchezza delle fauci, riduzione della libido.
In alcuni pazienti sottoposti a intervento di cataratta è stata riscontrata la comparsa di sindrome intraoperatoria dell’iride a bandiera, cioè di una sindrome che affligge durante tali interventi alcuni pazienti in trattamento con α1-bloccanti o precedentemente trattati con α1-bloccanti, e che comporta maggiori complicazioni legate alla procedura dell'intervento stesso.

## Controindicazioni
La silodisina è controindicata nei soggetti con ipersensibilità nota al principio attivo oppure a uno qualsiasi degli eccipienti. Inoltre il farmaco è sconsigliato nei pazienti con insufficienza renale grave (clearance della creatinina inferiore a 30 mL/min)

## Dosi terapeutiche
Nell'adulto la dose consigliata è di 8 mg al giorno.
La capsula, deglutita intera, preferibilmente con un bicchiere d'acqua, deve essere assunta con il cibo, ogni giorno, meglio se sempre alla stessa ora.
Nei soggetti affetti da insufficienza renale lieve (clearance della creatinina minore di 80 mL/min) non è necessario alcun aggiustamento della posologia. Nei soggetti con insufficienza renale moderata (clearance della creatinina minore di 50 mL/min) è utile cominciare la terapia con 4 mg una volta al giorno. A giudizio del medico, se necessario, trascorsa una settimana di trattamento il dosaggio può essere successivamente aumentato a 8 mg.